# José María Lado
José María Lado (1895-1961) fue un actor español.

## Biografía
Nació en La Habana. Hijo de emigrantes de la península, no debuta en escena hasta su regreso a España. Su interpretación más conocida fue la del personaje al que le toca un premio en la película Historias de la radio, así como los de Tierra sedienta y La laguna negra.

## Filmografía (selección)
- Sierra de Teruel (1939)
- El clavo (1944)
- Tierra sedienta (1945)
- Su última noche (1945)
- Mar abierto (1946)
- Las inquietudes de Shanti Andía (1947)
- La nao Capitana (1947)
- Luis Candelas, el ladrón de Madrid (1947)
- La sirena negra (1947)
- El santuario no se rinde (1949)
- El capitán de Loyola (1949)
- Noventa minutos (1949)
- La corona negra (1951)
- La laguna negra (1951)
- Historias de la radio (1955)
- La espera (1956)
- Mi tío Jacinto (1956)
- El fotogénico (1957)
- Con la vida hicieron fuego (1959)
- Los económicamente débiles (1960)

## Premios
Medallas del Círculo de Escritores Cinematográficos
| Año  | Categoría              | Película                              | Resultado |
| ---- | ---------------------- | ------------------------------------- | --------- |
| 1945 | Mejor actor secundario | Tierra sedienta Bambú Su última noche | Ganador   |